# Torre Pampa
Torre Pampa (auch: Torrepampa) ist eine Ortschaft im Departamento La Paz im südamerikanischen Andenstaat Bolivien.

## Lage im Nahraum
Torre Pampa liegt in der Provinz Loayza und ist der sechstgrößte Ort im Cantón Asiento Araca im Municipio Cairoma. Die Ortschaft grenzt südlich an Tucurpaya und liegt auf einer Höhe von 2779 m in einem der westlichen Täler der Cordillera Quimsa Cruz am nördlichen, rechten Ufer des Río Araca, einem rechten Nebenfluss des Río de la Paz.

## Geographie
Torre Pampa liegt zwischen dem bolivianischen Altiplano im Westen und dem Amazonas-Tiefland im Osten. Die Region weist ein typisches Tageszeitenklima auf, bei dem die Temperaturunterschiede zwischen Tag und Nacht größer sind als die mittleren Temperaturunterschiede zwischen den Jahreszeiten.
Die mittlere Durchschnittstemperatur der Region liegt bei 9 °C, der Jahresniederschlag beträgt 500 bis 600 mm (siehe Klimadiagramm Viloco), mit einer ausgeprägten Trockenzeit von Mai bis August mit Monatswerten von unter 15 mm Niederschlag.

## Verkehrsnetz
Torre Pampa liegt in einer Entfernung von 175 Straßenkilometern südöstlich von La Paz, der Hauptstadt des gleichnamigen Departamentos.
Von La Paz aus führt eine Landstraße entlang des Río de la Paz über die Zona Sur und Mecapaca nach Südosten. Nach etwa 98 Kilometern wird der Río de la Paz auf einer Höhe von 1710 m verlassen, die Straße steigt nun an und erreicht Viloco nach weiteren 55 Kilometern. Von Viloco aus führt eine Nebenstraße nach Westen über das neun Kilometer entfernte Collpani nach Norden nach Machacamarca Baja. Von dort aus sind es noch einmal fünf Kilometer vorbei am Colegio de Machacamarca nach Tirco und dann vier Kilometer nach Westen nach Tucurpaya und Torre Pampa.

## Bevölkerung
Die Einwohnerzahl der Ortschaft ist in dem Jahrzehnt zwischen den beiden letzten Volkszählungen um ein Sechstel angestiegen:
| Jahr | Einwohner         | Quelle       |
| ---- | ----------------- | ------------ |
| 1992 | keine Detaildaten | Volkszählung |
| 2001 | 205               | Volkszählung |
| 2012 | 240               | Volkszählung |
| 2024 |                   | Volkszählung |